# Thorictus longipennis
Thorictus longipennis là một loài bọ cánh cứng trong họ Dermestidae. Loài này được Coye miêu tả khoa học năm 1869.